# World Nuclear Association
La World Nuclear Association (WNA), già "Istituto dell'uranio", è un'associazione internazionale che promuove l'energia nucleare e sostiene le molte aziende che compongono l'industria nucleare mondiale.
Accreditata presso l'ONU, la World Nuclear Association è un'organizzazione indipendente senza fini di lucro, finanziata principalmente dalle sottoscrizioni dei suoi membri.
I suoi associati operano in tutti i settori del ciclo del combustibile nucleare (comprese l'estrazione, la conversione e l'arricchimento dell'uranio, la fabbricazione degli elementi, la produzione vegetale, il trasporto e lo stoccaggio delle barre esauste) nonché nella costruzione e gestione delle centrali nucleari.
La World Nuclear Association mira a svolgere un doppio ruolo per i suoi membri: facilitare la loro interazione su questioni tecniche, commerciali e politiche e promuovere una più ampia comprensione pubblica della tecnologia nucleare.
Il direttore generale della WNA svolge anche il ruolo di presidente della World Nuclear University.

## Informazione pubblica
Il sito internet della WNA ha lo scopo di costituire la miglior fonte non tecnica di informazioni sul settore nucleare globale. 
Il sito offre documentazione per consultazione ed una vasta gamma di pagine educative ed esplicative costantemente aggiornate.
Il http://world-nuclear.org/NuclearDatabase/ della WNA contiene informazioni sui reattori nucleari passati, presenti e futuri di tutto il pianeta.

### WNN
La WNA sostiene World Nuclear News (WNN): un servizio di notizie online destinato a diffondere informazioni precise ed accessibili sugli sviluppi nel nucleare per i lettori delle industrie associate alla WNA ed il pubblico in generale. 
I suoi contenuti sono gratuiti e possono essere ampiamente riprodotti in linea secondo la copyright policy della WNN.